# Казе Сериола II (Венеција)
Казе Сериола II (итал. Case Seriola II) је насеље у Италији у округу Венеција, региону Венето.
Према процени из 2011. у насељу је живело 27 становника. Насеље се налази на надморској висини од 1 м.